# PMTair
PMTair (Progress Multitrade Co., Ltd) war eine kambodschanische Fluggesellschaft mit Sitz in Siem Reap.

## Ziele
Im Jahr 2008 flog PMT täglich nach Hanoi. Seoul in Südkorea wurde an fünf Tagen die Woche und Busan an drei Tagen angeflogen.
Frachttransportflüge erfolgen unter anderem nach Australien, Neuseeland, Papua-Neuguinea, Bangladesch, Myanmar, Indien, Sri Lanka, Korea, Japan und nach Südostasien.
Zu seinen Partnern gehörten die Airmark Gruppe und die Bismillah Airlines.

## Flotte
(Stand: September 2009):
- 1 Boeing 737-200
- 1 McDonnell Douglas MD-83
- 2 Antonow An-12 (Fracht)

## Zwischenfälle
- Am 25. Juni 2007 kollidierte eine Antonow An-24B der kambodschanischen PMTair (Luftfahrzeugkennzeichen XU-U4A) in einer Höhe von ungefähr 500 Metern mit einem Hügel. Das Flugzeug befand sich auf dem Weg von Siem Reap nach Sihanoukville. Alle 22 Insassen starben.[4]